# Union-Touring Łódź
Union-Touring Łódź – łódzki klub sportowy, powstały 5 marca 1932 roku w wyniku połączenia dwóch łódzkich klubów: Klubu Turystów i Stowarzyszenia Sportowego Union, skupiający głównie łodzian niemieckiego pochodzenia i z tego powodu po II wojnie światowej nie wznowił działalności.

## Historia
Sekcja piłkarska w polskiej ekstraklasie zdążyła wystąpić tylko w jednym sezonie – 1939 – w dodatku niepełnym, bowiem przerwanym z powodu wybuchu II wojny światowej. W momencie przerwania rozgrywek UTŁ zajmował ostatnie miejsce w tabeli, z 3 wywalczonymi punktami po 12 rozegranych meczach. Z występami Union-Touring w ekstraklasie wiąże się rekord Ernesta Wilimowskiego, który w meczu rozegranym 21 maja 1939 roku zdobył przeciwko łodzianom 10 goli. Mecz Ruchu Chorzów z Union-Touring zakończył się wynikiem 12:1 (3:0).
Klub miał duży plac do wszelkiego rodzaju spotkań klubowych i ćwiczeń wraz z charakterystycznym drewnianym, 1-piętrowym budynkiem na obecnym pl. Komuny Paryskiej. W okresie zimowym na placu organizowano ogólnodostępne lodowisko dla mieszkańców Łodzi.